# Assunta (Vorname)
Assunta (vom lateinischen Partizip assumptum zu assumere, an-/aufnehmen bzw. assumptio, An-/Aufnahme) ist ein italienischer weiblicher Vorname. Abgeleitet ist er, wie es im romanischen Sprachraum häufig ist, von einem der Beinamen der Jungfrau Maria. 
Santa Maria Assunta ist die Bezeichnung für Maria, die leiblich in den Himmel aufgenommen wurde (Mariä Aufnahme in den Himmel). Nach gleichem Muster gebildet wurden die weibliche Vornamen Annunziata von Maria, der durch den Erzengel Gabriel die Geburt Jesu verkündigt wurde, Dolorosa von Santa Maria dolorosa (Maria die Schmerzensreiche), Concetta von Immacolata Conceptione della Vergine Maria (unbefleckte Empfängnis).
Außerhalb des romanischen Sprachbereichs ist der Name fast ausschließlich in Verbindung mit dem Vornamen Maria als Maria Assunta zu finden.

## Namensträgerinnen
Vorname
- Assunta Abdel Azim Mohamed (* 1993), österreichische bildende Künstlerin
- Assunta Legnante (* 1978), italienische Leichtathletin
- Assunta Meloni (* 1951), eine Politikerin aus San Marino

Zweitname
- Maria Assunta Arbesser von Rastburg (1884–1971), österreichische Malerin und Holzplastikerin
- Maria Assunta Nagl (1871–1944), eine österreichische Althistorikerin

Fiktion
- Assunta Spina, eine Theater- und Filmfigur von Salvatore Di Giacomo